# Entdeckung Amerikas 1492

Die vier Fahrten des Kolumbus, 1. Reise blau, Hinfahrt 1492, Rückreise 1493 wie bei allen Fahrten weiter im Norden

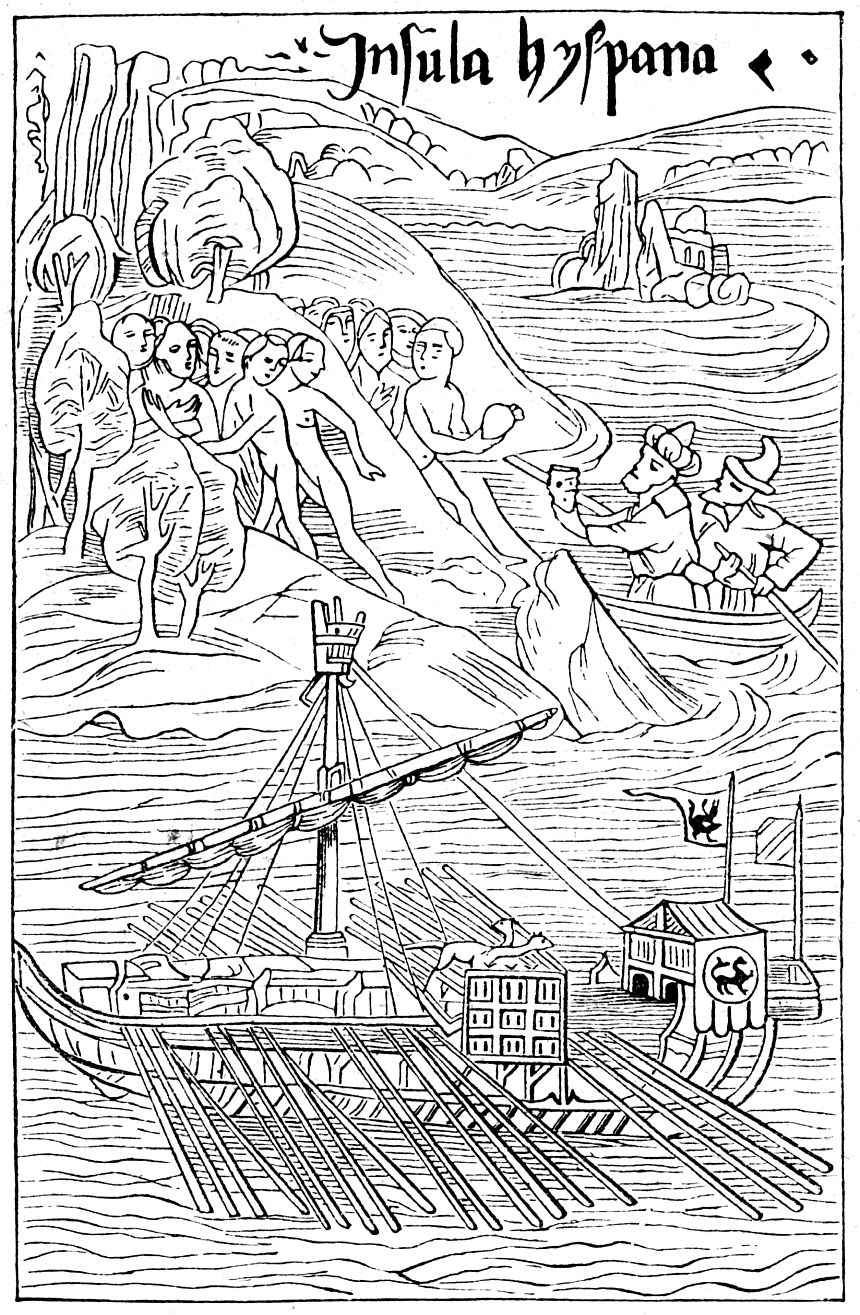
Kolumbus landet auf Guanahani (zeitgenössischer Holzschnitt)

Die sogenannte „Entdeckung“ Amerikas 1492 erfolgte durch kastilische Seefahrer unter Führung des aus Genua stammenden Christoph Kolumbus, die auf der Suche nach einem transatlantischen, westlichen Seeweg nach Indien und zu den Gewürzinseln waren. Nach dem von Bartolomé de Las Casas wiedergegebenen Bordbuch des Christoph Kolumbus stieß die Expedition am 12. Oktober 1492 erstmals auf Land. Bei der Insel, die von ihren karibischen Einwohnern Guanahani genannt wurde, handelte es sich wahrscheinlich um das zu den Bahamas gehörende San Salvador.
Mit dieser ersten von vier Atlantiküberquerungen des Kolumbus, der bis zu seinem Tod überzeugt war, Ostasien erreicht zu haben, begann die spanische Kolonisierung Amerikas. Da die wiederholten Fahrten von Skandinaviern nach Nordamerika 500 Jahre zuvor weitgehend folgenlos geblieben waren, wurde Kolumbus’ Entdeckungsreise zu einem der wirkmächtigsten Ereignisse der Geschichte. Sie führte zum Untergang zahlreicher präkolumbischer Kulturen und erweiterte das Weltbild und den Einflussbereich der Europäer um die Neue Welt. Diese wurde erstmals von Amerigo Vespucci als eigenständiger Kontinent beschrieben und in der Folge nach ihm benannt. Als Schlüsselereignis im sogenannten Zeitalter der Entdeckungen wird die Entdeckung Amerikas durch Kolumbus in Europa häufig als Epochengrenze zwischen Mittelalter und Neuzeit gesehen.

## Gründe der Reise

Sebastiano del Piombo: Christoph Kolumbus. Posthumes Porträt aus dem Jahr 1519

„500 Jahre Amerika 1492–1992“: Rückseite einer 50-Dollar-Silbermünze der Cook Islands (1989). Porträt von Kolumbus rechts neben der Santa Maria.

Um die muslimischen Mächte zu umgehen, die seit dem frühen Mittelalter den lukrativen europäischen Indienhandel auf dem Landweg kontrollierten, suchten die Portugiesen bereits seit Anfang des 15. Jahrhunderts nach einem Seeweg nach Indien um Afrika herum. 1488 hatte der portugiesische Entdecker Bartolomeu Diaz das Kap der Guten Hoffnung umfahren, so dass das Ziel Indien in erreichbare Nähe gerückt war. Die Expedition Vasco da Gamas führte 1498 zum erwünschten Erfolg.
Kolumbus glaubte jedoch aufgrund einer falschen Berechnung des Erdumfangs, den er viel zu niedrig einschätzte, der Seeweg nach Indien sei auf einem schnelleren Westkurs über den Atlantik  zu finden. Die portugiesische Krone, die von realistischen Berechnungen ausging und nach Diaz’ Reise definitiv wusste, dass sich Afrika umfahren ließ, unterstützte seine Pläne daher nicht. So wandte er sich an die benachbarten katholischen Könige Isabella von Kastilien und Ferdinand von Aragon. Sie hofften, den Vorsprung der Portugiesen im Gewürzhandel mit Indien in Zukunft durch die vermeintlich kürzere Route nach Westen wettmachen zu können. Kurz nach der Eroberung Granadas, mit der die christliche Reconquista in Spanien endete, erteilten sie Kolumbus ihre Zustimmung zu seinem Vorhaben und statteten ihn mit den nötigen Mitteln aus.

## Verlauf
Nach dem julianischen Kalender stach Kolumbus am 3. August 1492 mit drei nur gut 20 Meter langen Schiffen, der Santa María, der Pinta und der Niña, von Palos de la Frontera Richtung Kanarische Inseln in See.

### Atlantiküberquerung
Auf Gomera ließ Kolumbus seine Schiffe überholen und Proviant aufnehmen. Am 6. September ließ er die Kanaren westwärts hinter sich und stieß damit in bislang unbekannte Gewässer vor. Die Passatwinde waren ideal für die Atlantiküberquerung und die Schiffe kamen schneller voran als erwartet. Nach etwa zehn Tagen wurden in der Sargassosee Tangkraut und einige Vogelschwärme entdeckt, so dass man Land in der Nähe vermutete. Das stellte sich aber nach einigen Tagen als Fehlannahme heraus. Auch eine vermeintliche Sichtung von Land durch den Kommandanten der Pinta, entpuppte sich als tief hängende Wolkenbank. Zudem drehte der Wind, so dass immer mehr Mitglieder der Schiffsbesatzungen unruhig wurden und auf eine Umkehr drangen.
Am 7. Oktober änderte Kolumbus den Kurs auf Südwest, was sich als glückliche Entscheidung herausstellte. Am 10. Oktober schien eine Meuterei kaum noch abwendbar. Seit der Abfahrt von den Kanaren war schon über ein Monat  verstrichen, und keiner der Beteiligten hatte je eine längere Seereise ohne Landsichtung gemacht. Kolumbus versuchte, die Mannschaft von den Vorteilen zu überzeugen, wenn ihre Reise erfolgreich verliefe. Schließlich gelang es ihm, eine Frist von drei Tagen auszuhandeln, nach der die Schiffe umkehren sollten, falls bis dahin kein Land entdeckt würde.
Am 11. Oktober kam schwere See auf, die Blütenzweige und einen von Menschen bearbeiteten Stab an den Schiffen vorbeischwemmte. Des Weiteren trieb Schilfrohr vorbei, so dass der Wunsch umzukehren erwartungsvoller Spannung und Freude wich. Kolumbus hielt eine Rede und befahl seinen Leuten, die Nachtwachen ernst zu nehmen. Er versprach demjenigen, der zuerst Land sehen würde, eine besondere Prämie. Um zwei Uhr am Morgen des 12. Oktober 1492 sichtete der Matrose Rodrigo de Triana vor dem Bug der Pinta Land. Eine Kanone wurde abgefeuert, um allen Beteiligten die gute Nachricht zu übermitteln. Das gesichtete Land gehörte zur Gruppe der Bahamas, die von Tainos bevölkert waren. Kolumbus gab der von den Ureinwohnern Guanahani genannten Insel den Namen San Salvador.  Ob es sich dabei um die heutige Insel San Salvador handelte, ist nicht restlos geklärt.

### Entdeckung vorgelagerter Inseln
Als Kolumbus und seine Gefährten an Land gingen, beobachteten die dort lebenden Menschen sie mit einer Mischung aus Scheu und Neugierde. Kolumbus hatte Messingglöckchen, bunte Mützen und Glasperlen als Geschenke mitführen lassen, weil die Spanier schon Erfahrung im Handel mit Bewohnern der Guineaküste gemacht hatten. Die Insulaner gingen bereitwillig auf den Handel ein und gaben  den Neuankömmlingen ihrerseits Gold, Wurfspiele, Baumwollfäden und gezähmte Papageien. In seinem Bordbuch schrieb Kolumbus, dass man die Indígenas, die Einheimischen,  leicht zu Sklaven machen und zum Christentum bekehren könne. Er beschloss, sechs von ihnen mit an Bord zu nehmen, um sie dem spanischen Königspaar zu präsentieren und ihnen Spanisch beizubringen. Da er von der Existenz zahlreicher weiterer Inseln in der Umgebung erfuhr, stach Kolumbus am 14. Oktober wieder in See mit Richtung Südwest.
Er umrundete zunächst Guanahani und segelte am folgenden Tag weiter zu einer Insel, die er Santa María de la Concepción taufte und die 1946 von Samuel E. Morison mit der Bahamasinsel Rum Cay identifiziert wurde. Weiter westlich stieß er auf das heutige Long Island, das er zu Ehren König Ferdinands Fernandina nannte und wo er die Bewohner, die die Seefahrer mit Frischwasser versorgten, in seinen Aufzeichnungen vom 17. Oktober 1492 erstmals Indios nennt, woraus die Bezeichnung der Ureinwohner Amerikas als „Indianer“ entstand.

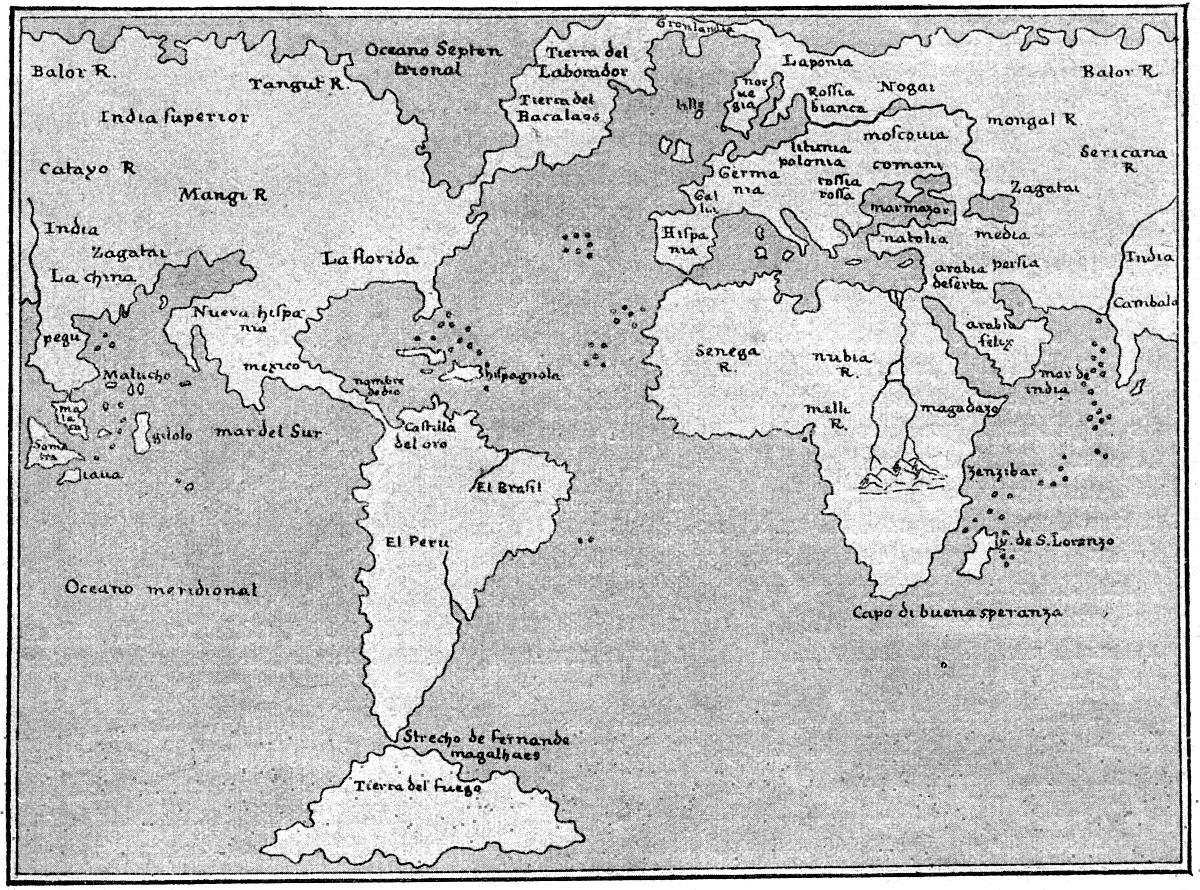
Weltkarte des Giacomo Gastaldi aus dem Jahr 1548, erschienen in Pietro Andrea Mattiolo: La Geografia di Claudio Tolomeo Alessandrino ... Die Karte zeigt Amerika und Asien als einen Kontinent

Laut dem Eintrag in seinem Bordbuch vom 21. Oktober, glaubte Kolumbus damals, sich südlich von Cipango, d. h. Japan zu befinden und wollte auf direktem Wege nach Westen die Stadt Quinsay (Hangzhou) an der Ostküste Chinas erreichen. Er schrieb: „Dort werde ich dem großen Khan die Briefe Eurer Majestät überreichen, um eine Antwort ersuchen und damit zurückkehren.“
Auf der Weiterfahrt entdeckte Kolumbus auch Kuba und Hispaniola, die größten Inseln der Antillen. Vor Hispaniola, wo Kolumbus von König Guacanagari empfangen wurde, lief die Santa Maria am 25. Dezember auf eine Untiefe. Aus den Überresten des Schiffes ließ Kolumbus die erste spanische Festung in der Neuen Welt errichten und nannte sie La Navidad (spanisch für ‚Weihnachten‘). La Isla Española, latinisiert zu Hispaniola, wurde die erste Kolonie des Königreichs in der Neuen Welt und Kolumbus ihr Gouverneur und Vizekönig.
Erste Begegnungen mit dem indigenen Volk der Arawak verliefen friedlich. Laut Logbuch boten sie den Europäern unter anderem Baumwolle an, für diese zum Beispiel ihre mitgebrachten Glasperlen tauschten. Kolumbus beschrieb sie als naiv und großzügig: „Sie bieten jedem [ihre Güter] an zu teilen“ und betrachtete sie immer als zukünftige Untertanen der spanischen Krone.

### Rückreise
Am 16. Januar 1493 machte Kolumbus sich mit beiden verbliebenen Schiffen auf den Weg zurück nach Europa. Einen Teil seiner Mannschaft ließ er wegen des Schiffbruchs als Bewohner der Kolonie La Navidad zurück. Die Zurückgebliebenen gerieten jedoch bald untereinander in Streit. Sie verteilten sich über die Insel, versklavten und töteten zahlreiche Indios und wurden letztlich alle, wahrscheinlich durch Gegenwehr der Indios und eigene Streitereien, getötet. Kolumbus geriet im Bereich der Azoren in einen Sturm, bei dem er den Kontakt zum zweiten Schiff Pinta verlor. Der Sturm war derartig heftig, dass Kolumbus den Untergang seines Schiffes befürchtete. Er schrieb daher seine Entdeckungen auf eine Pergamentrolle, steckte diese in eine gut verschlossene Tonne und warf sie ins Meer. Am 4. März 1493 erreichte er mit der Niña  Lissabon und setzte die Reise von dort nach Palos fort, wo er am 15. März eintraf. Zufällig lief auch die Pinta am selben Tag im Hafen von Palos ein.
Kolumbus wurde daraufhin auf einem Triumphzug durch Spanien gefeiert, obwohl er die erhofften Reichtümer Asiens, vor allem Gold und Gewürze, nicht gefunden hatte. Das Königspaar gestand ihm die Privilegien zu, die es ihm vor seine Abreise in Aussicht gestellt hatte, und Papst Alexander VI. bestätigte in der Bulle Inter caetera das Anrecht Kastiliens auf entdeckte und noch zu entdeckende Gebiete jenseits des Längengrades, der von 100 spanische Meilen westlich der Kapverden verläuft. Im Jahr darauf wurde diese Aufteilung im Vertrag von Tordesillas modifiziert und von Portugal anerkannt. Kolumbus begann kurz nach seiner Ankunft mit Vorbereitungen für eine zweite Expedition, um die entdeckten Gebiete zu sichern und weitere für Kastilien in Besitz zu nehmen. Insbesondere wollte er weiter nach dem erhofften Goldland suchen, dem eigentlichen Ziel der Expedition.

## Entdeckung oder Begegnung?
Von einer Entdeckung Amerikas durch Kolumbus kann im strengen Sinne nicht gesprochen werden, da der Kontinent mindestens 15.000 Jahre früher vom Homo sapiens besiedelt wurde (siehe Besiedlung Amerikas). Zu diesen war aber kein Kontakt bekannt. Aus Europa waren bereits rund 500 Jahre vor Kolumbus die Wikinger Leif Eriksson und Bjarni Herjúlfsson auf den amerikanischen Kontinent gelangt, die Skandinavische Besiedlung Amerikas war aber ebenso wenig von Dauer wie die von Grönland durch Grænlendingar. Für weitere Entdeckungen Amerikas fehlen sichere Nachweise.
Noch im 19. Jahrhundert wurde das 400. Jubiläum der Entdeckung Amerikas im Jahr 1892 in Madrid und London, aber auch in Boston, Cleveland, St. Louis, Baltimore und vielen anderen US-amerikanischen Städten mit Festakten und Paraden begangen. New York veranstaltete eine fünftägige Columbian Celebration und Chicago organisierte 1893 die pompöse World’s Columbian Exposition, die ebenfalls Kolumbus und die Entdeckung Amerikas feierte.
Im Zuge der 500-Jahr-Feier 1992 dagegen wurde der Begriff „Entdeckung“ insbesondere in den USA als politisch unkorrekt kritisiert. Revisionistische Historiker und indianische Aktivisten, die auf die tief greifenden sozialen, ökonomischen, biologischen und ökologischen Auswirkungen der „Entdeckung“ Amerikas aufmerksam machten, bewirkten schließlich, dass von offizieller Seite von „Begegnung“ (encounter) statt „Entdeckung“ (discovery) gesprochen wurde.